# نخسا
نیروهای خودجوش سرزمین‌های اسلامی یا نیروهای خودجوش سپاه اسلام و به اختصار نخسا، یک گروه شبه‌نظامی است که در جنگ داخلی سوریه سابقه حضور دارد و در سرکوب اعتراضات ۱۴۰۱ ایران هم فعال است. نخسا در اعتراضات گلستان هفتم و همچنین در جریان سرکوب اعتراضات آبان ۱۳۹۸ ایران بوده است. پس از عملیات «طوفان‌الاقصی» حماس علیه اسرائیل، تصاویری از حضور نیروهای نخسا در نزدیکی مرز اسرائیل منتشر شد.

## شکل‌گیری
به گفتهٔ یکی از اعضای این گروه شبه‌نظامی، آنان در جریان جنبش سبز و از همان ابتدا برای کمک به نیروهای امنیتی وارد عمل شده‌اند. برخی هم از شهرهایی که آرام بودند به تهران آمدند. «خودجوشی از همین‌جا شروع شد و نیروهای نخسا از همین‌جا با هم آشنا شدند.»
این گروه مسلح به صورت رسمی معرفی نشده و مشخص نیست متعلق به کدام یک از نهادهای امنیتی و نظامی حکومت ایران است. اما لوگوی آنها و همچنین حضورشان در سوریه نشان می‌دهد که احتمالاً به سپاه پاسداران وابسته‌اند. «مقداد» یکی از فرماندهان این گروه در گفتگو با خبرگزاری دانشجو در تاریخ ۲۴ آبان ۱۳۹۵ می‌گوید «ما بین نیروهای حزب‌الله، کتائب‌های عراق، حشد شعبی، دفاع وطنی سوریه یا فاطمیون می‌جنگیم».
این گروه خود را خودجوش و از فداییان علی خامنه‌ای و قاسم سلیمانی می‌نامد، و علاوه بر فعالیت‌های نظامی، در زمینه تبلیغاتی نیز فعال هستند. از جمله تبلیغات روی تی‌شرت‌ها، ساخت دستبندهای چرمی و ساعت‌های تزئینی با لوگوی نخسا، برای دوستداران و آن‌هایی که خود را «نسل سوم انقلاب» می‌دانند و الگویشان قاسم سلیمانی است.
کیهان لندن، نخسا را مجموعه‌ای از داوطلبان و نیروهای سازمانی بسیج توصیف می‌کند که با کمک لابی‌هایی از سپاه پاسداران در کنار نیروهای حزب‌الله لبنان به نفع بشار اسد می‌جنگند، اما نیم‌نگاهی هم به آینده و نبرد احتمالی با اسراییل دارند. به اعتقاد کیهان لندن «بذار منم برم» از نواهای محبوب نیروهای نخسا است و «هیئت الرضا» اصلی‌ترین پایگاه آنان می‌باشد.

## فرماندهان
مصطفی صدرزاده با نام مستعار «سید ابراهیم» فرماندهٔ ایرانی گردان عمار از لشکر فاطمیون از اولین فرماندهان گروه نخسا بود که در حلب (عملیات محرم) کشته شد

## لوگو
در آرم این گروه یک تفنگ تک‌تیرانداز به تصویر کشیده شده و در عمدهٔ عکس‌هایی که از اعضای این گروه نیز منتشر شده، آن‌ها مسلح به اسلحهٔ تک تیرانداز هستند. اسلحهٔ تک تیراندازی که نخسا در یکی از تصاویر به عنوان تجهیزات اعضایش معرفی کرده، تفنگ تک تیرانداز «دراگونوف» ساخت اتحاد جماهیر شوروی است.